# Dżabal Sirbal
Dżabal Sirbal (Serbal) – góra na południowym Synaju (2070 m n.p.m.). Jedna z najwyższych gór w Egipcie. Znajduje się na terenie Parku Narodowego Święta Katarzyna w muhafazie Synaj Południowy.
Stoki góry pokrywają liczne granitowe zagłębienia, które już u początków chrześcijaństwa zamieszkiwane były przez anachoretów. Do dzisiaj widoczne są pozostałości klasztoru z IV wieku u podnóża góry. Na ten sam okres datowane są greckie inskrypcje odnalezione u stóp góry i przy ścieżce prowadzącej na jej szczyt. Ze względu na zabytki piśmiennictwa jedno z miejsc przy szlaku na szczyt nazywane jest Mokatteb, tzn. Dolina Napisów.
Utożsamiana przez niektórych z biblijną Górą Horeb, na której Jahwe przekazał Izraelitom Dekalog, większość jednak identyfikuje Horeb z Górą Mojżesza.